# Jongenhof
De Jongenhof is een monumentale hoeve in het Nederlandse gehucht Lerop, provincie Limburg.

## Naamgeving
De middeleeuwse laathof ‘hoff te Ledorp’ is op een zeker moment vervangen door een nieuwe boerderij en deze kreeg de naam Jongen Hoff, ter onderscheid van zijn oudere voorganger. Ook de naam Puytlinxhof is gebruikt, naar de familie Puytelinck die de hof geruime tijd in bezit had.

## Geschiedenis
De voorganger van de huidige Jongenhof is de in 1326 genoemde ‘hoff te Ledorp’. Deze zogenaamde laathof was een leen van het graafschap (en later hertogdom) Gelre. In de 15e eeuw was Didric Wamboys van Elmpt een van de leenmannen van deze laathof. Via zijn zoon Derick kwam de hof bij Katharina Man terecht. In 1452 was Sibrecht Jordens de eigenaar, maar reeds in 1458 was de laathof in bezit van Diederick Hoeufft. Zijn zoon Arnt volgde hem in 1473 als leenman op.
In 1544 erfde de nog minderjarige Elisabeth Hoeufft de hoeve. Via haar huwelijk met Diederick Puytelinck kwam de hoeve in zijn familie terecht, waar het bleef tot begin 18e eeuw.
In 1721 werd de Jongenhof door jonker Hans Werner van Aerdt, familie van het geslacht Puytelinck, verkocht aan baron Bartholomeus van Wittenhorst. Na zijn overlijden in 1743 kwamen de weduwe en de drie dochters in financiële problemen: zij leefden op te grote voet terwijl ze het beheer van de landgoederen verwaarloosden. Ze leenden bedragen om hun schulden te kunnen voldoen en werden uiteindelijk door het Hof te Venlo onder curatele gesteld. De weduwe overleed in 1759 en de Jongenhof werd in 1765 openbaar verkocht aan het echtpaar Willem Peeters en Aldegonda Stevens. Hun erfgenamen verkochten in 1811 de Jongenhof aan burgemeester Hendrik Joseph Michiels, de latere baron Michiels van Kessenich. Een van zijn nazaten was Willem Michiels van Kessenich, burgemeester van Maastricht. Uiteindelijk werd de hoeve verkocht aan de familie Timmermans, die al sinds 1829 pachters van de hoeve waren.

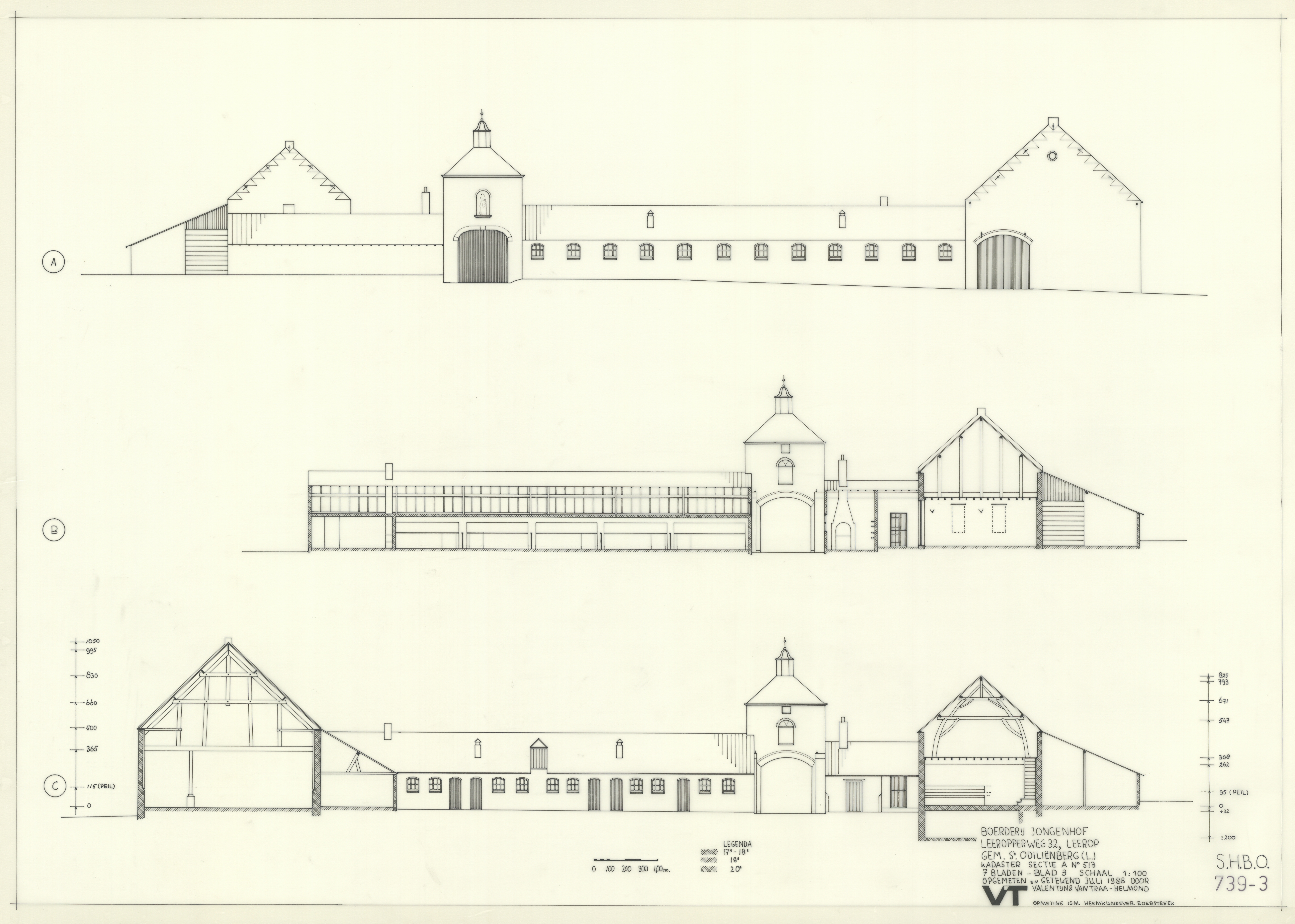
Bouwkundige tekening Jongenhof

## Beschrijving
Met de bouw van de huidige gesloten boerderij rond een binnenplaats werd in 1691 aangevangen. Rond het midden van de 18e eeuw werd de toegangstoren met koepelvormig tentdak gebouwd.
Restanten van de 17e-eeuwse hoeve zijn opgenomen in de latere 18e-eeuwse bebouwing. In 1759 was de hoeve namelijk zwaar verwaarloosd geraakt en de nieuwe eigenaren hebben het complex grootschalig herbouwd. De twee herenkamers – waar de zetels waren gevestigd van de leenhof en de laathof – zijn daarbij gehandhaafd. In de 19e eeuw volgden nieuwe verbouwingen.
In 1953 werd in de toegangstoren een houten Mariabeeld geplaatst door de toenmalige bewoners Timmermans, ter ere van de lange periode dat hun familie de hoeve reeds bewoonde. Het beeld was door de eigenaar Willem Michiels van Kessenich geregeld. Omdat het beeld niet bestand bleek tegen weersinvloeden is in 1973 een stenen beeld geplaats.